# リブルニア語

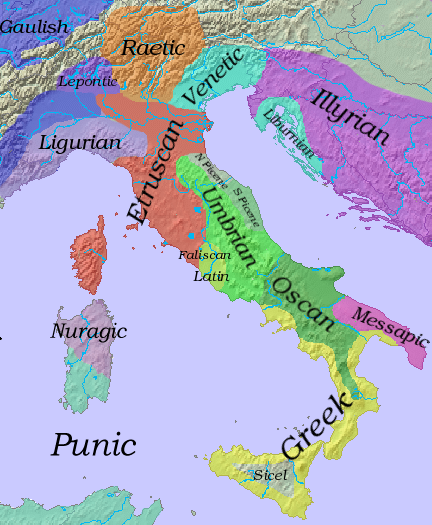
紀元前6世紀のイタリア周辺の言語分布

リブルニア語（リブルニアご）は古代のリブルニア（Liburnia：現在のクロアチア沿海部）に住んだリブルニア人が話していた言語で、死語。リブルニア語はインド・ヨーロッパ語族のケントゥム語派に属すと見られ、北西側で話されていたウェネティ語に近い系統と思われる。ウェネティ語はイタリック語派に近いとも言われている。
リブルニア語自体は書き残されていないが、人名・神名・地名等が文献に残されており、特に人名にはウェネティ語（これは多数の碑文が知られる）との共通点が多い。例えば Vols-、Volt-、Host-（<印欧祖語 *ghos-ti-：「客人」、英語の guest、host と同語源）といった語根、また -icus、-ocus などの接尾辞がある。このようにリブルニア語とウェネティ語は名前に関しては共通するが、一方でこれらがイリュリア語と近い系統にある可能性も否定できない。音韻的にもこれらに共通の性質があるとする言語学者も多い。
リブルニア人は紀元前35年ローマ人に征服された。リブルニア語は紀元後の早い時期に死滅し、ラテン語に取って代わられたと思われる。